# ووسخود (شهرستان میشکینسکی، باشقیرستان)
ووسخود (انگلیسی: Voskhod, Mishkinsky District, Republic of Bashkortostan) یک شهرک در شهرستان میشکینسکی استان باشقیرستان کشور روسیه است.